# Hockey Club Winschoten
Hockey Club Winschoten, ook HCW genoemd, is een hockeyclub uit de stad Winschoten. 

## Geschiedenis
De club werd opgericht op 3 november 1929, met een eerste wedstrijd van het eerste herenteam tegen Groningen. Het grootste succes bij de heren was het winnen van het Noordelijk kampioenschap in het seizoen 1934/35.
In de jaren 70 en 80 speelde HCW met een eerste elftal in de 3e klasse op landelijk niveau. Daarna had de club ongeveer twintig jaar geen eerste elftal in de bondscompetitie op landelijk niveau. Middels samenwerking met hockeyclub Eemsmond  te Delfzijl is in 2017 weer een nieuw elftal opgezet.
In 2020 besloot de gemeente Oldambt dat er geen geld beschikbaar was voor het vernieuwen van het veld. De KNHB had het veld al afgekeurd. Met het winnen van een marketingactie van het bedrijf Hockeywerkt in 2021 zou de hockeyclub een nieuw, roze veld krijgen, maar dit bleek niet zo te zijn.

## Bekende (oud)leden
- E.J. de Boer, hij was in de tweede helft van de twintigste eeuw bijna dertig jaar voorzitter van de vereniging.[4]